# FK Kaysar Kyzylorda
Maillots
Actualités
Dernière mise à jour : 11 octobre 2024.
Le Kaysar Kyzylorda Fýtbol Klýby (en kazakh : Қайсар Қызылорда футбол клубы, transcription en français : Qaïssar Qyzylorda Foûtbol Kloûby), plus couramment abrégé en Kaysar Kyzylorda, est un club kazakh de football fondé en 1968 et basé dans la ville de Kyzylorda.

## Historique
- 1968 : fondation du club sous le nom Volna Kyzyl-Orda
- 1969 : le club est renommé Avtomobilist Kyzyl-Orda
- 1974 : le club est renommé Orbita Kyzyl-Orda
- 1979 : le club est renommé Meliorator Kyzyl-Orda
- 1990 : le club est renommé Kaysar Kyzyl-Orda

## Bilan sportif

### Palmarès
| Compétitions nationales |
| --- |
| - Championnat du Kazakhstan de football D2 (4) : - Champion : 1995, 2005, 2013 et 2016. - Coupe du Kazakhstan de football (2) : - Vainqueur : 1998-99 et 2019. - Finaliste : 1997-98. |

### Classements en championnat
La frise ci-dessous résume les classements successifs du club en championnat d'Union soviétique.
La frise ci-dessous résume les classements successifs du club en championnat du Kazakhstan.

### Bilan par saison
Légende
- Promotion en division supérieure.
- Relégation en division inférieure.

#### Période soviétique
| Saison | Championnat   | Championnat | Championnat | Championnat | Championnat | Championnat | Championnat | Championnat | Championnat | Championnat | Coupe d'URSS        |
| Saison | Division      | Pos         | Pts         | J           | V           | N           | D           | BP          | BC          | Diff        | Coupe d'URSS        |
| ------ | ------------- | ----------- | ----------- | ----------- | ----------- | ----------- | ----------- | ----------- | ----------- | ----------- | ------------------- |
| 1968   | 3e Kazakhstan | 21e         | 13          | 40          | 3           | 7           | 30          | 17          | 84          | -67         | —                   |
| 1969   | 3e Kazakhstan | 17e         | 26          | 40          | 10          | 6           | 24          | 31          | 59          | -28         | —                   |
| 1970   | 4e Kazakhstan | 6e          | 35          | 30          | 15          | 5           | 10          | 41          | 27          | +14         | —                   |
| 1971   | 3e Zone 5     | 6e          | 36          | 34          | 12          | 12          | 10          | 33          | 33          | 0           | —                   |
| 1972   | 3e Zone 6     | 10e         | 53          | 36          | 13          | 14          | 9           | 32          | 26          | +6          | —                   |
| 1973   | 3e Zone 6     | 8e          | 28          | 30          | 12          | 7           | 11          | 33          | 41          | -8          | —                   |
| 1974   | 3e Zone 1     | 9e          | 29          | 30          | 10          | 9           | 11          | 41          | 37          | +4          | —                   |
| 1975   | 3e Zone 5     | 7e          | 36          | 34          | 14          | 8           | 12          | 44          | 36          | +8          | —                   |
| 1976   | 3e Zone 2     | 14e         | 38          | 40          | 14          | 10          | 16          | 41          | 44          | -3          | —                   |
| 1977   | 3e Zone 5     | 16e         | 36          | 40          | 16          | 4           | 20          | 50          | 57          | -7          | —                   |
| 1978   | 3e Zone 5     | 16e         | 37          | 44          | 16          | 5           | 23          | 48          | 52          | -4          | —                   |
| 1979   | 3e Zone 5     | 9e          | 48          | 46          | 20          | 8           | 18          | 52          | 60          | -8          | —                   |
| 1980   | 3e Zone 7     | 15e         | 29          | 38          | 9           | 11          | 18          | 48          | 65          | -17         | —                   |
| 1981   | 3e Zone 7     | 12e         | 32          | 36          | 13          | 6           | 17          | 43          | 51          | -8          | —                   |
| 1982   | 3e Zone 8     | 14e         | 32          | 36          | 13          | 6           | 17          | 41          | 53          | -12         | —                   |
| 1983   | 3e Zone 8     | 16e         | 20          | 32          | 7           | 6           | 19          | 38          | 60          | -22         | —                   |
| 1984   | 3e Zone 8     | 14e         | 25          | 32          | 8           | 9           | 15          | 43          | 66          | -23         | —                   |
| 1985   | 3e Zone 8     | 13e         | 27          | 40          | 9           | 9           | 22          | 29          | 71          | -42         | —                   |
| 1986   | 3e Zone 8     | 11e         | 22          | 28          | 8           | 6           | 14          | 32          | 38          | -6          | —                   |
| 1987   | 3e Zone 8     | 4e          | 33          | 28          | 14          | 5           | 9           | 56          | 25          | +31         | —                   |
| 1988   | 3e Zone 8     | 6e          | 38          | 32          | 15          | 8           | 9           | 51          | 39          | +12         | —                   |
| 1989   | 3e Zone 8     | 7e          | 41          | 34          | 17          | 7           | 10          | 47          | 27          | +20         | Seizièmes de finale |
| 1990   | 3e Est        | 19e         | 35          | 42          | 12          | 11          | 19          | 30          | 46          | -16         | —                   |
| 1991   | 4e Zone 8     | 4e          | 53          | 36          | 24          | 5           | 7           | 92          | 28          | +64         | —                   |

#### Période kazakhe
| Saison | Championnat | Championnat | Championnat | Championnat | Championnat | Championnat | Championnat | Championnat | Championnat | Championnat | Coupe du Kazakhstan |
| Saison | Division    | Pos         | Pts         | J           | V           | N           | D           | BP          | BC          | Diff        | Coupe du Kazakhstan |
| ------ | ----------- | ----------- | ----------- | ----------- | ----------- | ----------- | ----------- | ----------- | ----------- | ----------- | ------------------- |
| 1992   | 1re         | 10e         | 57          | 38          | 18          | 3           | 17          | 48          | 37          | +11         | Demi-finales        |
| 1993   | 1re         | 21e         | 51          | 48          | 15          | 6           | 27          | 52          | 85          | -33         | Seizièmes de finale |
| 1994   | 2e          | 9e          | 16          | 36          | 5           | 6           | 25          | 21          | 67          | -46         | Seizièmes de finale |
| 1995   | 2e          | 1er         | 40          | 18          | 12          | 4           | 2           | 28          | 8           | +20         | —                   |
| 1996   | 1re         | 7e          | 56          | 34          | 15          | 11          | 8           | 39          | 25          | +14         | —                   |
| 1997   | 1re         | 8e          | 44          | 26          | 13          | 5           | 8           | 39          | 23          | +16         | Quarts de finale    |
| 1998   | 1re         | 4e          | 53          | 26          | 16          | 5           | 5           | 42          | 17          | +25         | Finale              |
| 1999   | 1re         | 5e          | 58          | 30          | 17          | 7           | 6           | 47          | 19          | +28         | Vainqueur           |
| 2000   | 1re         | 6e          | 43          | 28          | 12          | 7           | 9           | 36          | 23          | +13         | Quarts de finale    |
| 2001   | 1re         | 11e         | 40          | 32          | 11          | 7           | 14          | 33          | 40          | -7          | Quarts de finale    |
| 2001   | 1re         | 11e         | 40          | 32          | 11          | 7           | 14          | 33          | 40          | -7          | Quarts de finale    |
| 2002   | 1re         | 10e         | 32          | 32          | 10          | 2           | 20          | 31          | 55          | -24         | Quarts de finale    |
| 2003   | 1re         | 13e         | 34          | 32          | 9           | 7           | 16          | 26          | 42          | -16         | Quarts de finale    |
| 2004   | 1re         | 16e         | 31          | 36          | 9           | 4           | 23          | 24          | 61          | -37         | Seizièmes de finale |
| 2005   | 2e          | 1er         | 55          | 22          | 17          | 4           | 1           | 51          | 10          | +41         | Huitièmes de finale |
| 2006   | 1re         | 15e         | 28          | 30          | 8           | 4           | 18          | 29          | 53          | -24         | Seizièmes de finale |
| 2007   | 1re         | 10e         | 37          | 30          | 10          | 7           | 13          | 27          | 37          | -10         | Demi-finales        |
| 2008   | 1re         | 4e          | 49          | 30          | 13          | 10          | 7           | 29          | 22          | +7          | Huitièmes de finale |
| 2009   | 1re         | 13e         | 14          | 26          | 3           | 5           | 18          | 15          | 45          | -30         | Quarts de finale    |
| 2010   | 2e          | 2e          | 81          | 34          | 25          | 6           | 3           | 74          | 23          | +51         | 32es de finale      |
| 2011   | 1re         | 8e          | 27          | 32          | 10          | 5           | 17          | 29          | 53          | -24         | Huitièmes de finale |
| 2012   | 1re         | 9e          | 30          | 26          | 8           | 6           | 12          | 21          | 33          | -12         | Quarts de finale    |
| 2013   | 2e          | 1er         | 74          | 34          | 23          | 8           | 3           | 77          | 20          | +57         | Huitièmes de finale |
| 2014   | 1re         | 5e          | 27          | 32          | 10          | 13          | 9           | 30          | 34          | -4          | Huitièmes de finale |
| 2015   | 1re         | 12e         | 16          | 32          | 4           | 12          | 16          | 20          | 36          | -16         | Quarts de finale    |
| 2016   | 2e          | 1er         | 67          | 28          | 20          | 7           | 1           | 49          | 9           | +40         | Huitièmes de finale |
| 2017   | 1re         | 6e          | 42          | 33          | 11          | 9           | 13          | 30          | 36          | -6          | Huitièmes de finale |
| 2018   | 1re         | 5e          | 45          | 33          | 11          | 12          | 10          | 35          | 31          | +4          | Quarts de finale    |
| 2019   | 1re         | 6e          | 42          | 33          | 12          | 6           | 15          | 37          | 43          | -6          | Vainqueur           |
| 2020   | 1re         | 7e          | 24          | 20          | 6           | 6           | 8           | 20          | 23          | -3          | —                   |
| 2021   | 1re         | 13e         | 19          | 26          | 4           | 7           | 15          | 24          | 44          | -20         | Quarts de finale    |
| 2022   | 2e          | 2e          | 56          | 26          | 17          | 5           | 4           | 60          | 26          | +34         | Quarts de finale    |
| 2023   | 1re         | 7e          | 34          | 26          | 8           | 10          | 8           | 24          | 27          | -3          | Huitièmes de finale |

### Bilan continental
Note : dans les résultats ci-dessous, le score du club est toujours donné en premier.
| Saison    | Compétition      | Tour                | Club              | Domicile | Extérieur | Total             |
| Asie      | Asie             | Asie                | Asie              | Asie     | Asie      | Asie              |
| --------- | ---------------- | ------------------- | ----------------- | -------- | --------- | ----------------- |
| 1998-1999 | Coupe des coupes | Premier tour        | Nisa Achgabat     | 1 - 1    | 0 - 1     | 1 - 2             |
| 1999-2000 | Coupe des coupes | Premier tour        | FK Khodjent       | 3 - 0    | 0 - 3     | 3 - 3 (4 - 3 tab) |
| 1999-2000 | Coupe des coupes | Huitièmes de finale | Navbahor Namangan | 2 - 2    | 0 - 1     | 2 - 3             |
| Europe    |                  |                     |                   |          |           |                   |
| 2020-2021 | Ligue Europa     | Deuxième tour Q     | APOEL Nicosie     | 1 - 4    | N/A       | 1 - 4             |

Légende
- Victoire ou qualification pour le tour suivant
- Match nul
- Défaite ou élimination de la compétition

## Personnalités du club

### Présidents du club
- Nourlan Abouov

### Entraîneurs du club
- Aleksandr Prokhorov (1981-1982)
- Marat Esmouratov (2002)
- Boulat Esmagambetov (mai 2003)
- Tleuhan Tourmagambetov (mai 2003-octobre 2006)
- Viktor Koumikov (2003-octobre 2004)
- Sergueï Gorokhovodatski (2007)
- Vladimir Nikitenko (janvier 2008-décembre 2008)
- Khazret Dichekov (avril 2009)
- Sultan Abildaev (Avril 2009 - août 2009)
- Tleuhan Tourmagambetov (août 2009)
- Vladimir Lintchevski (août 2009-janvier 2011)
- Algimantas Liubinskas (janvier 2011-février 2012)
- Sergueï Kogaï (janvier 2012-avril 2012)
- Vladimir Nikitenko (avril 2012-décembre 2012)
- Sergueï Volgine (janvier 2013-novembre 2013)
- Dmitri Ogaï (novembre 2013-juillet 2015)
- Fiodor Chtcherbatchenko (août 2015-novembre 2015)
- Stoycho Mladenov (novembre 2016-novembre 2020)
- Sultan Abildaev (en) (décembre 2020-mai 2021)
- Vladimir Nikitenko (août 2015-novembre 2015)
- Sultan Abildaev (en) (depuis décembre 2021)

## Identité visuelle

Ancien logo.
Ancien logo.
Logo actuel.